# Udscharma

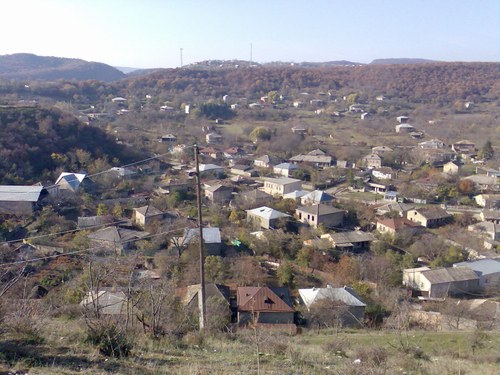
Udscharma

Udscharma (georgisch უჯარმა) ist ein Dorf in Georgien. Es liegt in der Munizipalität Sagaredscho der Region Kachetien am rechten Ufer des Flusses Iori.
Es ist 22 Kilometer von der Stadt Sagaredscho und 36 Kilometer von der georgischen Hauptstadt Tiflis entfernt. Im Dorf Udscharma leben 445 Menschen (2014). Udscharma war im Mittelalter ein wichtiges politisches Zentrum des Landes. Im 5. Jahrhundert wurde in Udscharma vom georgischen König Wachtang I. Gorgassali eine Residenz errichtet. Im Dorf befindet sich Festung Udscharma.